# Dermasterias imbricata

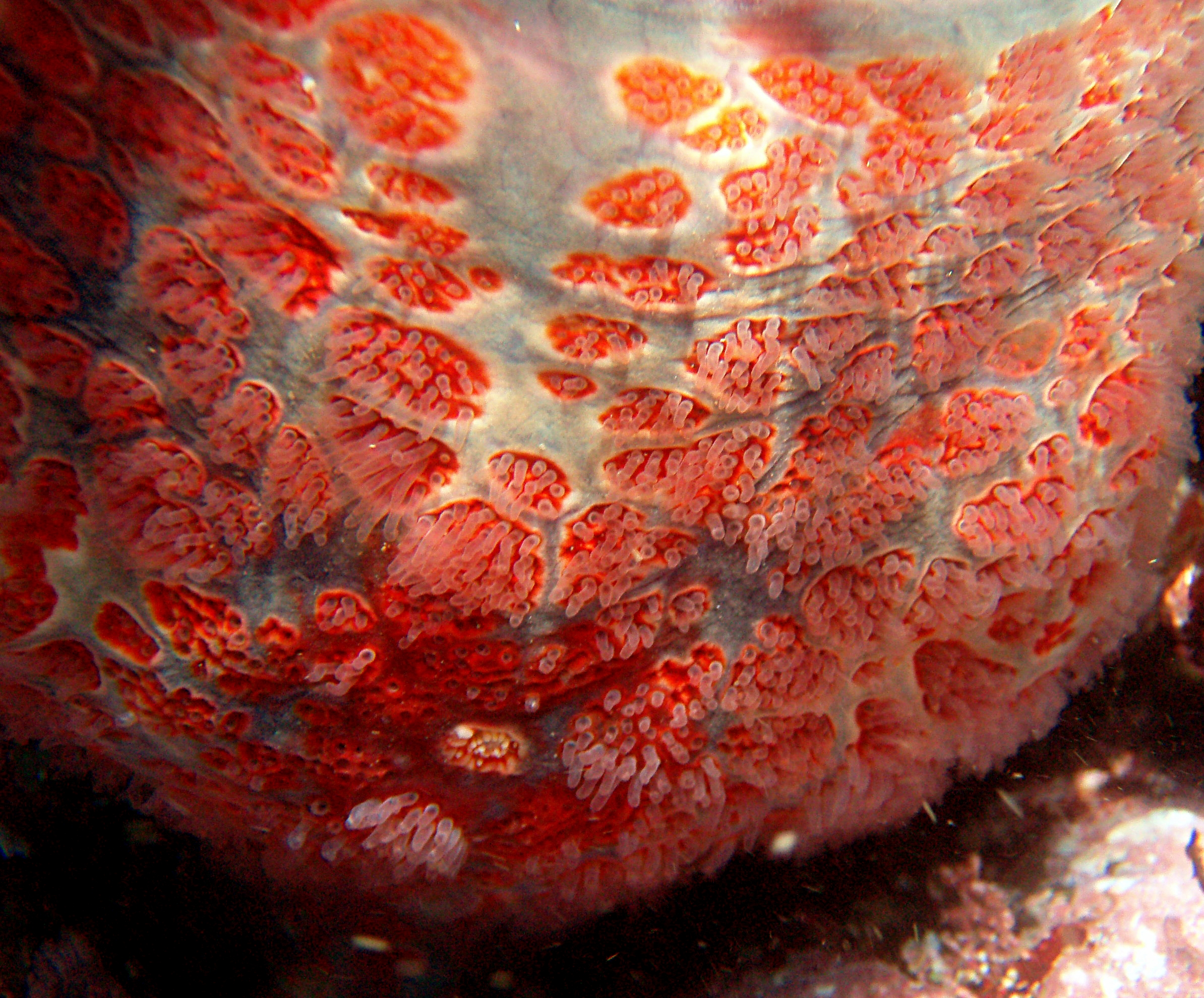
Detailansicht von Dermasterias imbricata

Dermasterias imbricata ist eine Art der Seesterne aus der Ordnung der Klappensterne (Valvatida), die an der nordamerikanischen Pazifikküste heimisch ist und sich als Allesfresser unter anderem von Algen und sessilen Tieren wie z. B. Seeanemonen ernährt.

## Merkmale
Dermasterias imbricata hat eine breite Mittelscheibe und fünf plumpe, kurze Arme, die sich von einer breiten Basis an der Mittelscheibe nach außen schnell verjüngen. An der Unterseite der Arme sitzen zwei Reihen von Saugfüßchen ohne begrenzende Seitenplatten. Die glatte, samtartige Oberseite weist keine Pedicellarien auf und ist mit einem netzartigen rötlich-braunen Muster überzogen, das oft durch gräulich-blaue Flecken unterbrochen ist. Die Madreporenplatte ist deutlich sichtbar. Der Seestern erreicht einen Durchmesser von 25 cm und hat einen charakteristischen Geruch nach Knoblauch und Schwefel.

## Fortpflanzungszyklus
Vor der Küste von Washington kommen Weibchen und Männchen zwischen April und August in Gruppen zusammen und entlassen ihre Keimzellen ins freie Meerwasser, wo die Eizellen von den Spermien befruchtet werden. Die gelben Eier entwickeln sich zu frei schwimmenden Bipinnaria-Larven, die sich als Zooplankton von Phytoplankton ernähren. Im darauf folgenden Stadium der Brachiolaria heften sich die Larven an den Meeresgrund und metamorphosieren zu kleinen Seesternen.

## Verbreitung und Vorkommen
Dermasterias imbricata lebt an der nordamerikanischen Pazifikküste vom mittleren Alaska bis zum nördlichen Mexiko, wo er in der Uferzone und bis in 100 m Tiefe zu finden ist.

## Ernährung
Dermasterias imbricata ernährt sich als Allesfresser sowohl von Algen als auch einer Reihe von Kleintieren wie Seeanemonen, Hydrozoen, Seefedern, koloniebildenden Seescheiden, Moostierchen und Schwämmen, bisweilen auch Seegurken, Seeigeln und Seesternen. Mit einer Höchstgeschwindigkeit von etwa 15 cm/min kann dieser Seestern nur sehr langsame oder sessile Tiere erbeuten.

## Feinde
Zu den Hauptfeinden von Dermasterias imbricata gehört der Sonnenstern Solaster dawsoni, der wesentlich schneller kriechen kann und für den Dermasterias imbricata eine Hauptbeute ist.